# Benimaurell
Benimaurell, también llamado Poble de Dalt («Pueblo de Arriba»), es un núcleo de población que, junto con Campell, Fleix y Fontilles forma el municipio de Vall de Laguart, en la comarca de la Marina Alta, al noreste de la provincia de Alicante (España). Cuenta con una población de 260 habitantes (INE 2015).

## Historia
Hasta 1609, momento de la expulsión de los moriscos, Benimaurell era un pueblo independiente, pero tras la repoblación en 1611 pasó a formar una unidad junto con Fleix y Campell. Benimaurell tiene un plano laberíntico con la plaza del Sagrament, donde se alza la iglesia de Santos Cosme y Damián, como punto neurálgico. El núcleo de Benimaurell contaba con 86 casas en la década de 1840 y 132 en la década de 1990.

## Patrimonio
- Iglesia Santos Cosme y Damián: de una sola nave de planta rectangular con cubierta a dos aguas y capillas laterales; originaria del siglo XVI, las capillas datan del siglo XVIII.[3][4]